# IC 628
IC 628 је спирална галаксија у сазвјежђу Секстант која се налази на листи објеката дубоког неба у Индекс каталогу.
Деклинација објекта је + 5° 36' 12" а ректасцензија 10h 37m 36,2s. Привидна величина (магнитуда) објекта IC 628 износи 13,9 а фотографска магнитуда 14,7. IC 628 је још познат и под ознакама UGC 5780, MCG 1-27-22, CGCG 37-96, KCPG 241B, PGC 31567.